# Divisiones administrativas de Hebei
Hebei, provincia de la República Popular China, está formada por Divisiones de Nivel de Prefectura, formadas a su vez por Divisiones de Nivel de Distrito, que se subdividen en Divisiones de Nivel de Municipio:
- Nivel de Prefectura (11)
  - 11 Ciudades de Nivel de Prefectura
- Nivel de Distrito (172)
  - 22 Ciudades de Nivel de Distrito
  - 108 Distritos
  - 6 Distritos Autónomos
  - 36 Sectores
- Nivel de Municipio (2207)
  - 1 Oficina Pública de Sector
  - 937 Pueblos
  - 979 Municipios
  - 55 Municipios étnicos
  - 235 subsectores

Este cuadro muestra todas las Divisiones de Nivel de Prefectura y de Nivel de Distrito.
| Nivel de Prefectura                              | Nivel de Distrito                             | Nivel de Distrito     | Nivel de Distrito                 |
| Nivel de Prefectura                              | Nombre                                        | Chino (S)             | Pinyin                            |
| ------------------------------------------------ | --------------------------------------------- | --------------------- | --------------------------------- |
| Shijiazhuang Ciudad de 石家庄市 Shíjiāzhuāng Shì | Sector de Chang'an                            | 长安区                | Cháng'ān Qū                       |
| Shijiazhuang Ciudad de 石家庄市 Shíjiāzhuāng Shì | Sector de Qiaodong                            | 桥东区                | Qiáodōng Qū                       |
| Shijiazhuang Ciudad de 石家庄市 Shíjiāzhuāng Shì | Sector de Qiaoxi                              | 桥西区                | Qiáoxī Qū                         |
| Shijiazhuang Ciudad de 石家庄市 Shíjiāzhuāng Shì | Sector de Xinhua                              | 新华区                | Xīnhuá Qū                         |
| Shijiazhuang Ciudad de 石家庄市 Shíjiāzhuāng Shì | Sector de Yuhua                               | 裕华区                | Yùhuá Qū                          |
| Shijiazhuang Ciudad de 石家庄市 Shíjiāzhuāng Shì | Sector de Jingxingkuang                       | 井陉矿区              | Jǐngxíngkuàng Qū                  |
| Shijiazhuang Ciudad de 石家庄市 Shíjiāzhuāng Shì | Ciudad de Xinji                               | 辛集市                | Xīnjí Shì                         |
| Shijiazhuang Ciudad de 石家庄市 Shíjiāzhuāng Shì | Ciudad de Gaocheng                            | 藳城市                | Gàochéng Shì                      |
| Shijiazhuang Ciudad de 石家庄市 Shíjiāzhuāng Shì | Ciudad de Jinzhou                             | 晋州市                | Jìnzhōu Shì                       |
| Shijiazhuang Ciudad de 石家庄市 Shíjiāzhuāng Shì | Ciudad de Xinle                               | 新乐市                | Xīnlè Shì                         |
| Shijiazhuang Ciudad de 石家庄市 Shíjiāzhuāng Shì | Ciudad de Luquan                              | 鹿泉市                | Lùquán Shì                        |
| Shijiazhuang Ciudad de 石家庄市 Shíjiāzhuāng Shì | Distrito de Jingxing                          | 井陉县                | Jǐngxíng Xiàn                     |
| Shijiazhuang Ciudad de 石家庄市 Shíjiāzhuāng Shì | Distrito de Zhengding                         | 正定县                | Zhèngdìng Xiàn                    |
| Shijiazhuang Ciudad de 石家庄市 Shíjiāzhuāng Shì | Distrito de Luancheng                         | 栾城县                | Luánchéng Xiàn                    |
| Shijiazhuang Ciudad de 石家庄市 Shíjiāzhuāng Shì | Distrito de Xingtang                          | 行唐县                | Xíngtáng Xiàn                     |
| Shijiazhuang Ciudad de 石家庄市 Shíjiāzhuāng Shì | Distrito de Lingshou                          | 灵寿县                | Língshòu Xiàn                     |
| Shijiazhuang Ciudad de 石家庄市 Shíjiāzhuāng Shì | Distrito de Gaoyi                             | 高邑县                | Gāoyì Xiàn                        |
| Shijiazhuang Ciudad de 石家庄市 Shíjiāzhuāng Shì | Distrito de Shenze                            | 深泽县                | Shēnzé Xiàn                       |
| Shijiazhuang Ciudad de 石家庄市 Shíjiāzhuāng Shì | Distrito de Zanhuang                          | 赞皇县                | Zànhuáng Xiàn                     |
| Shijiazhuang Ciudad de 石家庄市 Shíjiāzhuāng Shì | Distrito de Wuji                              | 无极县                | Wújí Xiàn                         |
| Shijiazhuang Ciudad de 石家庄市 Shíjiāzhuāng Shì | Distrito de Pingshan                          | 平山县                | Píngshān Xiàn                     |
| Shijiazhuang Ciudad de 石家庄市 Shíjiāzhuāng Shì | Distrito de Yuanshi                           | 元氏县                | Yuánshì Xiàn                      |
| Shijiazhuang Ciudad de 石家庄市 Shíjiāzhuāng Shì | Distrito de Zhao                              | 赵县                  | Zhào Xiàn                         |
| Ciudad de Zhangjiakou 张家口市 Zhāngjiākǒu Shì   | Sector de Qiaoxi                              | 桥西区                | Qiáoxī Qū                         |
| Ciudad de Zhangjiakou 张家口市 Zhāngjiākǒu Shì   | Sector de Qiaodong                            | 桥东区                | Qiáodōng Qū                       |
| Ciudad de Zhangjiakou 张家口市 Zhāngjiākǒu Shì   | Sector de Xuanhua                             | 宣化区                | Xuānhuà Qū                        |
| Ciudad de Zhangjiakou 张家口市 Zhāngjiākǒu Shì   | Sector de Xiahuayuan                          | 下花园区              | Xiàhuāyuán Qū                     |
| Ciudad de Zhangjiakou 张家口市 Zhāngjiākǒu Shì   | Distrito de Xuanhua                           | 宣化县                | Xuānhuà Xiàn                      |
| Ciudad de Zhangjiakou 张家口市 Zhāngjiākǒu Shì   | Distrito de Zhangbei                          | 张北县                | Zhāngběi Xiàn                     |
| Ciudad de Zhangjiakou 张家口市 Zhāngjiākǒu Shì   | Distrito de Kangbao                           | 康保县                | Kāngbǎo Xiàn                      |
| Ciudad de Zhangjiakou 张家口市 Zhāngjiākǒu Shì   | Distrito de Guyuan                            | 沽源县                | Gūyuán Xiàn                       |
| Ciudad de Zhangjiakou 张家口市 Zhāngjiākǒu Shì   | Distrito de Shangyi                           | 尚义县                | Shàngyì Xiàn                      |
| Ciudad de Zhangjiakou 张家口市 Zhāngjiākǒu Shì   | Distrito de Yu County                         | 蔚县                  | Yù Xiàn no Wèi Xiàn               |
| Ciudad de Zhangjiakou 张家口市 Zhāngjiākǒu Shì   | Distrito de Yangyuan                          | 阳原县                | Yángyuán Xiàn                     |
| Ciudad de Zhangjiakou 张家口市 Zhāngjiākǒu Shì   | Distrito de Huai'an                           | 怀安县                | Huái'ān Xiàn                      |
| Ciudad de Zhangjiakou 张家口市 Zhāngjiākǒu Shì   | Distrito de Wanquan                           | 万全县                | Wànquán Xiàn                      |
| Ciudad de Zhangjiakou 张家口市 Zhāngjiākǒu Shì   | Distrito de Huailai                           | 怀来县                | Huáilái Xiàn                      |
| Ciudad de Zhangjiakou 张家口市 Zhāngjiākǒu Shì   | Distrito de Zhuolu                            | 涿鹿县                | Zhuōlù Xiàn                       |
| Ciudad de Zhangjiakou 张家口市 Zhāngjiākǒu Shì   | Distrito de Chicheng                          | 赤城县                | Chìchéng Xiàn                     |
| Ciudad de Zhangjiakou 张家口市 Zhāngjiākǒu Shì   | Distrito de Chongli                           | 崇礼县                | Chónglǐ Xiàn                      |
| Ciudad de Chengde 承德市 Chéngdé Shì             | Sector de Shuangqiao                          | 双桥区                | Shuāngqiáo Qū                     |
| Ciudad de Chengde 承德市 Chéngdé Shì             | Sector de Shuangluan                          | 双滦区                | Shuāngluán Qū                     |
| Ciudad de Chengde 承德市 Chéngdé Shì             | Sector de Yingshouyingzikuang                 | 鹰手营子矿区          | Yīngshǒuyíngzi Kuàngqū            |
| Ciudad de Chengde 承德市 Chéngdé Shì             | Distrito de Chengde                           | 承德县                | Chéngdé Xiàn                      |
| Ciudad de Chengde 承德市 Chéngdé Shì             | Distrito de Xinglong                          | 兴隆县                | Xīnglóng Xiàn                     |
| Ciudad de Chengde 承德市 Chéngdé Shì             | Distrito de Pingquan                          | 平泉县                | Píngquán Xiàn                     |
| Ciudad de Chengde 承德市 Chéngdé Shì             | Distrito de Luanping                          | 滦平县                | Luánpíng Xiàn                     |
| Ciudad de Chengde 承德市 Chéngdé Shì             | DIstrito de Longhua                           | 隆化县                | Lónghuà Xiàn                      |
| Ciudad de Chengde 承德市 Chéngdé Shì             | Distrito Autónomo Manchú de Fengning          | 丰宁满族自治县        | Fēngníng Mǎnzú Zìzhìxiàn          |
| Ciudad de Chengde 承德市 Chéngdé Shì             | Distrito Autónomo Manchú de Kuancheng         | 宽城满族自治县        | Kuānchéng Mǎnzú Zìzhìxiàn         |
| Ciudad de Chengde 承德市 Chéngdé Shì             | Distrito Autónomo Manchú y Mongol de Weichang | 围场满族 蒙古族自治县 | Wéichǎng Mǎnzú Měnggǔzú Zìzhìxiàn |
| Ciudad de Qinhuangdao 秦皇岛市 Qínhuángdǎo Shì   | Haigang District                              | 海港区                | Hǎigǎng Qū                        |
| Ciudad de Qinhuangdao 秦皇岛市 Qínhuángdǎo Shì   | Sector de Shanhaiguan                         | 山海关区              | Shānhǎiguān Qū                    |
| Ciudad de Qinhuangdao 秦皇岛市 Qínhuángdǎo Shì   | Sector de Beidaihe                            | 北戴河区              | Běidàihé Qū                       |
| Ciudad de Qinhuangdao 秦皇岛市 Qínhuángdǎo Shì   | Distrito de Changli                           | 昌黎县                | Chānglí Xiàn                      |
| Ciudad de Qinhuangdao 秦皇岛市 Qínhuángdǎo Shì   | Distrito de Funing                            | 抚宁县                | Fǔníng Xiàn                       |
| Ciudad de Qinhuangdao 秦皇岛市 Qínhuángdǎo Shì   | Distrito de Lulong                            | 卢龙县                | Lúlóng Xiàn                       |
| Ciudad de Qinhuangdao 秦皇岛市 Qínhuángdǎo Shì   | Distrito Autónomo Manchú de Qinglong          | 青龙满族自治县        | Qīnglóng Mǎnzú Zìzhìxiàn          |
| Ciudad de Tangshan 唐山市 Tángshān Shì           | Sector de Lubei                               | 路北区                | Lùběi Qū                          |
| Ciudad de Tangshan 唐山市 Tángshān Shì           | Sector de Lunan                               | 路南区                | Lù'nán Qū                         |
| Ciudad de Tangshan 唐山市 Tángshān Shì           | Sector de Guye                                | 古冶区                | Gǔyě Qū                           |
| Ciudad de Tangshan 唐山市 Tángshān Shì           | Sector de Kaiping                             | 开平区                | Kāipíng Qū                        |
| Ciudad de Tangshan 唐山市 Tángshān Shì           | Sector de Fengrun                             | 丰润区                | Fēngrùn Qū                        |
| Ciudad de Tangshan 唐山市 Tángshān Shì           | Sector de Fengnan                             | 丰南区                | Fēngnán Qū                        |
| Ciudad de Tangshan 唐山市 Tángshān Shì           | Ciudad de Zunhua                              | 遵化市                | Zūnhuà Shì                        |
| Ciudad de Tangshan 唐山市 Tángshān Shì           | Ciudad de Qian'an                             | 迁安市                | Qiān'ān Shì                       |
| Ciudad de Tangshan 唐山市 Tángshān Shì           | Distrito de Luan                              | 滦县                  | Luán Xiàn                         |
| Ciudad de Tangshan 唐山市 Tángshān Shì           | Distrito de Luannan                           | 滦南县                | Luánnán Xiàn                      |
| Ciudad de Tangshan 唐山市 Tángshān Shì           | Distrito de Leting                            | 乐亭县                | Lètíng Xiàn                       |
| Ciudad de Tangshan 唐山市 Tángshān Shì           | Distrito de Qianxi                            | 迁西县                | Qiānxī Xiàn                       |
| Ciudad de Tangshan 唐山市 Tángshān Shì           | Distrito de Yutian                            | 玉田县                | Yùtián Xiàn                       |
| Ciudad de Tangshan 唐山市 Tángshān Shì           | Distrito de Tanghai                           | 唐海县                | Tánghǎi Xiàn                      |
| Ciudad de Langfang 廊坊市 Lángfáng Shì           | Sector de Anci                                | 安次区                | Āncì Qū                           |
| Ciudad de Langfang 廊坊市 Lángfáng Shì           | Sector de Guangyang                           | 广阳区                | Guǎngyáng Qū                      |
| Ciudad de Langfang 廊坊市 Lángfáng Shì           | Ciudad de Bazhou                              | 霸州市                | Bàzhōu Shì                        |
| Ciudad de Langfang 廊坊市 Lángfáng Shì           | Ciudad de Sanhe                               | 三河市                | Sānhé Shì                         |
| Ciudad de Langfang 廊坊市 Lángfáng Shì           | Distrito de Gu'an                             | 固安县                | Gù'ān Xiàn                        |
| Ciudad de Langfang 廊坊市 Lángfáng Shì           | Distrito de Yongqing                          | 永清县                | Yǒngqīng Xiàn                     |
| Ciudad de Langfang 廊坊市 Lángfáng Shì           | Distrito de Xianghe                           | 香河县                | Xiānghé Xiàn                      |
| Ciudad de Langfang 廊坊市 Lángfáng Shì           | Distrito de Dacheng                           | 大城县                | Dàchéng Xiàn                      |
| Ciudad de Langfang 廊坊市 Lángfáng Shì           | Distrito de Wen'an                            | 文安县                | Wén'ān Xiàn                       |
| Ciudad de Langfang 廊坊市 Lángfáng Shì           | Distrito Autónomo Hui de Dachang              | 大厂回族自治县        | Dàchǎng Huízú Zìzhìxiàn           |
| Ciudad de Baoding 保定市 Bǎodìng Shì             | Sector de Xinshi                              | 新市区                | Xīnshì Qū                         |
| Ciudad de Baoding 保定市 Bǎodìng Shì             | Sector de Beishi                              | 北市区                | Běishì Qū                         |
| Ciudad de Baoding 保定市 Bǎodìng Shì             | Sector de Nanshi                              | 南市区                | Nánshì Qū                         |
| Ciudad de Baoding 保定市 Bǎodìng Shì             | Ciudad de Dingzhou                            | 定州市                | Dìngzhōu Shì                      |
| Ciudad de Baoding 保定市 Bǎodìng Shì             | Ciudad de Zhuozhou                            | 涿州市                | Zhuōzhōu Shì                      |
| Ciudad de Baoding 保定市 Bǎodìng Shì             | Ciudad de Anguo                               | 安国市                | Ānguó Shì                         |
| Ciudad de Baoding 保定市 Bǎodìng Shì             | Ciudad de Gaobeidian                          | 高碑店市              | Gāobēidiàn Shì                    |
| Ciudad de Baoding 保定市 Bǎodìng Shì             | Distrito de Mancheng                          | 满城县                | Mǎnchéng Xiàn                     |
| Ciudad de Baoding 保定市 Bǎodìng Shì             | Distrito de Qingyuan                          | 清苑县                | Qīngyuàn Xiàn                     |
| Ciudad de Baoding 保定市 Bǎodìng Shì             | Distrito de Yi                                | 易县                  | Yì Xiàn                           |
| Ciudad de Baoding 保定市 Bǎodìng Shì             | Distrito de Xushui                            | 徐水县                | Xúshuǐ Xiàn                       |
| Ciudad de Baoding 保定市 Bǎodìng Shì             | Distrito de Laiyuan                           | 涞源县                | Láiyuán Xiàn                      |
| Ciudad de Baoding 保定市 Bǎodìng Shì             | Distrito de Dingxing                          | 定兴县                | Dìngxīng Xiàn                     |
| Ciudad de Baoding 保定市 Bǎodìng Shì             | Distrito de Shunping                          | 顺平县                | Shùnpíng Xiàn                     |
| Ciudad de Baoding 保定市 Bǎodìng Shì             | Distrito de Tang                              | 唐县                  | Táng Xiàn                         |
| Ciudad de Baoding 保定市 Bǎodìng Shì             | Distrito de Wangdu                            | 望都县                | Wàngdū Xiàn                       |
| Ciudad de Baoding 保定市 Bǎodìng Shì             | Distrito de Laishui                           | 涞水县                | Láishuǐ Xiàn                      |
| Ciudad de Baoding 保定市 Bǎodìng Shì             | Distrito de Gaoyang                           | 高阳县                | Gāoyáng Xiàn                      |
| Ciudad de Baoding 保定市 Bǎodìng Shì             | Distrito de Anxin                             | 安新县                | Ānxīn Xiàn                        |
| Ciudad de Baoding 保定市 Bǎodìng Shì             | Distrito de Xiong                             | 雄县                  | Xióng Xiàn                        |
| Ciudad de Baoding 保定市 Bǎodìng Shì             | Distrito de Rongcheng                         | 容城县                | Róngchéng Xiàn                    |
| Ciudad de Baoding 保定市 Bǎodìng Shì             | Distrito de Quyang                            | 曲阳县                | Qūyáng Xiàn                       |
| Ciudad de Baoding 保定市 Bǎodìng Shì             | Distrito de Fuping                            | 阜平县                | Fùpíng Xiàn                       |
| Ciudad de Baoding 保定市 Bǎodìng Shì             | Distrito de Boye                              | 博野县                | Bóyě Xiàn                         |
| Ciudad de Baoding 保定市 Bǎodìng Shì             | Distrito de Li                                | 蠡县                  | Lǐ Xiàn no Lí Xiàn                |
| Ciudad de Cangzhou 沧州市 Cāngzhōu Shì           | Sector de Yunhe                               | 运河区                | Yùnhé Qū                          |
| Ciudad de Cangzhou 沧州市 Cāngzhōu Shì           | Sector de Xinhua                              | 新华区                | Xīnhuá Qū                         |
| Ciudad de Cangzhou 沧州市 Cāngzhōu Shì           | Ciudad de Botou                               | 泊头市                | Bótóu Shì                         |
| Ciudad de Cangzhou 沧州市 Cāngzhōu Shì           | Ciudad de Renqiu                              | 任丘市                | Rénqiū Shì no Rènqiū              |
| Ciudad de Cangzhou 沧州市 Cāngzhōu Shì           | Ciudad de Huanghua                            | 黄骅市                | Huánghuá Shì                      |
| Ciudad de Cangzhou 沧州市 Cāngzhōu Shì           | Ciudad de Hejian                              | 河间市                | Héjiān Shì                        |
| Ciudad de Cangzhou 沧州市 Cāngzhōu Shì           | Distrito de Cang                              | 沧县                  | Cāng Xiàn                         |
| Ciudad de Cangzhou 沧州市 Cāngzhōu Shì           | Distrito de Qing                              | 青县                  | Qīng Xiàn                         |
| Ciudad de Cangzhou 沧州市 Cāngzhōu Shì           | Distrito de Dongguang                         | 东光县                | Dōngguāng Xiàn                    |
| Ciudad de Cangzhou 沧州市 Cāngzhōu Shì           | Distrito de Haixing                           | 海兴县                | Hǎixīng Xiàn                      |
| Ciudad de Cangzhou 沧州市 Cāngzhōu Shì           | Distrito de Yanshan                           | 盐山县                | Yánshān Xiàn                      |
| Ciudad de Cangzhou 沧州市 Cāngzhōu Shì           | Distrito de Suning                            | 肃宁县                | Sùníng Xiàn                       |
| Ciudad de Cangzhou 沧州市 Cāngzhōu Shì           | Distrito de Nanpi                             | 南皮县                | Nánpí Xiàn                        |
| Ciudad de Cangzhou 沧州市 Cāngzhōu Shì           | Distrito de Wuqiao                            | 吴桥县                | Wúqiáo Xiàn                       |
| Ciudad de Cangzhou 沧州市 Cāngzhōu Shì           | Distrito de Xian                              | 献县                  | Xìàn Xiàn                         |
| Ciudad de Cangzhou 沧州市 Cāngzhōu Shì           | Distrito Autónomo Hui de Mengcun              | 孟村回族自治县        | Mèngcūn Huízú Zìzhìxiàn           |
| Ciudad de Hengshui 衡水市 Héngshuǐ Shì           | Sector de Taocheng                            | 桃城区                | Táochéng Qū                       |
| Ciudad de Hengshui 衡水市 Héngshuǐ Shì           | Ciudad de Jizhou                              | 冀州市                | Jìzhōu Shì                        |
| Ciudad de Hengshui 衡水市 Héngshuǐ Shì           | Ciudad de Shenzhou                            | 深州市                | Shēnzhōu Shì                      |
| Ciudad de Hengshui 衡水市 Héngshuǐ Shì           | Distrito de Zaoqiang                          | 枣强县                | Zǎoqiáng Xiàn                     |
| Ciudad de Hengshui 衡水市 Héngshuǐ Shì           | Distrito de Wuyi                              | 武邑县                | Wǔyì Xiàn                         |
| Ciudad de Hengshui 衡水市 Héngshuǐ Shì           | Distrito de Wuqiang                           | 武强县                | Wǔqiáng Xiàn                      |
| Ciudad de Hengshui 衡水市 Héngshuǐ Shì           | Distrito de Raoyang                           | 饶阳县                | Ráoyáng Xiàn                      |
| Ciudad de Hengshui 衡水市 Héngshuǐ Shì           | Distrito de Anping                            | 安平县                | Ānpíng Xiàn                       |
| Ciudad de Hengshui 衡水市 Héngshuǐ Shì           | Distrito de Gucheng                           | 故城县                | Gùchéng Xiàn                      |
| Ciudad de Hengshui 衡水市 Héngshuǐ Shì           | Distrito de Jing                              | 景县                  | Jǐng Xiàn                         |
| Ciudad de Hengshui 衡水市 Héngshuǐ Shì           | Distrito de Fucheng                           | 阜城县                | Fùchéng Xiàn                      |
| Ciudad de Xingtai 邢台市 Xíngtái Shì             | Sector de Qiaodong                            | 桥东区                | Qiáodōng Qū                       |
| Ciudad de Xingtai 邢台市 Xíngtái Shì             | Sector de Qiaoxi                              | 桥西区                | Qiáoxī Qū                         |
| Ciudad de Xingtai 邢台市 Xíngtái Shì             | Ciudad de Nangong                             | 南宫市                | Nángōng Shì                       |
| Ciudad de Xingtai 邢台市 Xíngtái Shì             | Ciudad de Shahe                               | 沙河市                | Shāhé Shì                         |
| Ciudad de Xingtai 邢台市 Xíngtái Shì             | Distrito de Xingtai                           | 邢台县                | Xíngtái Xiàn                      |
| Ciudad de Xingtai 邢台市 Xíngtái Shì             | Distrito de Lincheng                          | 临城县                | Línchéng Xiàn                     |
| Ciudad de Xingtai 邢台市 Xíngtái Shì             | Distrito de Neiqiu                            | 内丘县                | Nèiqiū Xiàn                       |
| Ciudad de Xingtai 邢台市 Xíngtái Shì             | Distrito de Baixiang                          | 柏乡县                | Bǎixiāng Xiàn                     |
| Ciudad de Xingtai 邢台市 Xíngtái Shì             | Distrito de Longyao                           | 隆尧县                | Lóngyáo Xiàn                      |
| Ciudad de Xingtai 邢台市 Xíngtái Shì             | Distrito de Ren                               | 任县                  | Rén Xiàn not Rèn Xiàn             |
| Ciudad de Xingtai 邢台市 Xíngtái Shì             | Distrito de Nanhe                             | 南和县                | Nánhé Xiàn                        |
| Ciudad de Xingtai 邢台市 Xíngtái Shì             | Distrito de Ningjin                           | 宁晋县                | Níngjìn Xiàn                      |
| Ciudad de Xingtai 邢台市 Xíngtái Shì             | Distrito de Julu                              | 巨鹿县                | Jùlù Xiàn                         |
| Ciudad de Xingtai 邢台市 Xíngtái Shì             | Distrito de Xinhe                             | 新河县                | Xīnhé Xiàn                        |
| Ciudad de Xingtai 邢台市 Xíngtái Shì             | Distrito de Guangzong                         | 广宗县                | Guǎngzōng Xiàn                    |
| Ciudad de Xingtai 邢台市 Xíngtái Shì             | Distrito de Pingxiang                         | 平乡县                | Píngxiāng Xiàn                    |
| Ciudad de Xingtai 邢台市 Xíngtái Shì             | Distrito de Wei                               | 威县                  | Wēi Xiàn                          |
| Ciudad de Xingtai 邢台市 Xíngtái Shì             | Distrito de Qinghe                            | 清河县                | Qīnghé Xiàn                       |
| Ciudad de Xingtai 邢台市 Xíngtái Shì             | Distrito de Linxi                             | 临西县                | Línxī Xiàn                        |
| Ciudad de Handan 邯郸市 Hándān Shì               | Sector de Congtai                             | 丛台区                | Cóngtái Qū                        |
| Ciudad de Handan 邯郸市 Hándān Shì               | Sector de Hanshan                             | 邯山区                | Hánshān Qū                        |
| Ciudad de Handan 邯郸市 Hándān Shì               | Sector de Fuxing                              | 复兴区                | Fùxīng Qū                         |
| Ciudad de Handan 邯郸市 Hándān Shì               | Sector de Fengfengkuang                       | 峰峰矿区              | Fēngfēng Kuàng Qū                 |
| Ciudad de Handan 邯郸市 Hándān Shì               | Ciudad de Wu'an                               | 武安市                | Wǔ'ān Shì                         |
| Ciudad de Handan 邯郸市 Hándān Shì               | Distrito de Handan                            | 邯郸县                | Hándān Xiàn                       |
| Ciudad de Handan 邯郸市 Hándān Shì               | Distrito de Linzhang                          | 临漳县                | Línzhāng Xiàn                     |
| Ciudad de Handan 邯郸市 Hándān Shì               | Distrito de Cheng'an                          | 成安县                | Chéng'ān Xiàn                     |
| Ciudad de Handan 邯郸市 Hándān Shì               | Distrito de Daming                            | 大名县                | Dàmíng Xiàn                       |
| Ciudad de Handan 邯郸市 Hándān Shì               | Distrito de She                               | 涉县                  | Shè Xiàn                          |
| Ciudad de Handan 邯郸市 Hándān Shì               | Distrito de Ci                                | 磁县                  | Cí Xiàn                           |
| Ciudad de Handan 邯郸市 Hándān Shì               | Distrito de Feixiang                          | 肥乡县                | Féixiāng Xiàn                     |
| Ciudad de Handan 邯郸市 Hándān Shì               | Distrito de Yongnian                          | 永年县                | Yǒngnián Xiàn                     |
| Ciudad de Handan 邯郸市 Hándān Shì               | Distrito de Qiu                               | 邱县                  | Qiū Xiàn                          |
| Ciudad de Handan 邯郸市 Hándān Shì               | Distrito de Jize                              | 鸡泽县                | Jīzé Xiàn                         |
| Ciudad de Handan 邯郸市 Hándān Shì               | Distrito de Guangping                         | 广平县                | Guǎngpíng Xiàn                    |
| Ciudad de Handan 邯郸市 Hándān Shì               | Distrito de Guantao                           | 馆陶县                | Guǎntáo Xiàn                      |
| Ciudad de Handan 邯郸市 Hándān Shì               | Distrito de Wei                               | 魏县                  | Wèi Xiàn                          |
| Ciudad de Handan 邯郸市 Hándān Shì               | Distrito de Quzhou                            | 曲周县                | Qǔzhōu Xiàn                       |

Cambios recientes:
- 1995 El Sector de Dongkuang (东矿区) de la Ciudad de Nivel de Prefectura de Tangshan es renombrado como Sector de Guye.
- 1996: La Prefectura de Hengshui (衡水地区) se convierte en la Ciudad de Nivel de Prefectura de Hengshui; la Ciudad de Nivel de Distrito de Hengshui se convierte en el Distrito de Taocheng.
- 1996: El Distrito de Qiu (丘县) es renombrado como Distrito de Qiu (邱县).
- 1996: El Distrito de Qian'an se convierte en la Ciudad de Nivel de Distrito de Qian'an.
- 1997: El Sector Suburbano (郊区) de la Ciudad de Nivel de Prefectura de Cangzhou es disuelto.
- 2000: El Sector de Anci es creado en la Ciudad de Nivel de Prefectura de Langfang.
- 2001: El Sector Suburbano (郊区) de la Ciudad de Nivel de Prefectura de Shijiazhuang es disuelto; el Sector de Yuhua es creado dentro de la Ciudad de Nivel de Prefectura de Shijiazhuang.
- 2002: La Ciudad de Nivel de Distrito de Fengnan de la Ciudad de Nivel de Prefectura  de Tangshan se convierte en el Sector de Fengnan; el Distrito de Fengrun y el Nuevo Sector (新区) de la Ciudad de Nivel de Prefectura de Tangshan se unen para formar el Sector de Fengrun.

- Datos: Q2571909